# World of Noise
World of Noise — дебютный студийный альбом американской рок-группы Everclear. Он был записан в подвале друга за 400 долларов с Артом Алексакисом на вокале/голосовой гитаре, Крейгом Монтойей на басу, Скоттом Катбертом на барабанах и был выпущен в 1993 году на лейбле Tim Kerr Records. Затем он был переиздан Capitol Records (1994) и Fire Records (2003).

## История
Для записи альбома Алексакис использовал побитую гитару Guild Bluesbird. В качестве усилителя Алексакис использовал Fender Super Twin с перегоревшей лампой 6L6, которая визжала каждый раз, когда Арт брал аккорд. Часто усилитель перегревался и начинал дымить. Когда это случалось, они клали на заднюю панель пакеты со льдом и давали ему остыть, а затем возвращались к записи демо. Несмотря на все проблемы, усилитель Алексакиса в итоге придал альбому уникальное буйное, шумное звучание.
Изначально альбом не предназначался для выпуска, это было скорее демо. После завершения первых сессий группа записала кассету и продавала ее на концертах. Когда материал был готов, группа поменяла местами несколько песен и выпустила альбом на Tim/Kerr. Оригинальная кассета включала песню «Drunk Again», которая позже появилась на EP Nervous & Weird и была лишена «Nervous & Weird».
Когда группа подписала контракт с Capitol Records в 1994 году, лейбл согласился переиздать альбом и сделал ремастеринг, чтобы улучшить его звучание. Capitol выпустил свою версию альбома 1 ноября 1994 года. В начале 2000-х права на альбом вернулись к Алексакису, который планировал сделать ремикс и переиздать его на своем собственном лейбле Popularity Recordings. Однако проблемы на его лейбле (и его последующее закрытие) отложили этот проект.

## Отзывы
| Оценки критиков                   | Оценки критиков |
| Источник                          | Оценка          |
| --------------------------------- | --------------- |
| AllMusic                          | [ 1 ]           |
| Christgau's Consumer Guide        | [ 2 ]           |
| Collector's Guide to Heavy Metal  | 8/10            |
| The Encyclopedia of Popular Music | [ 4 ]           |
| The Great Rock Discography        | 6/10            |
| Kerrang!                          | [ 6 ]           |
| MusicHound Rock                   | [ 7 ]           |
| The Rolling Stone Album Guide     | [ 8 ]           |

После выхода альбом получил в целом благоприятные отзывы от музыкальных критиков. Пол Браннигэн из журнала Kerrang! поставил максимальную оценку: 5 из 5 звёзд.
Джон Буш из Allmusic поставил оценку 3 из 5 звёзд и сказал: «World of Noise — это альбом попеременно четкого и шумного инди-панка. Отличные мелодии (особенно в „Fire Maple Song“) и остроумный, гравированный вокал А. П. Алексакиса делают этот альбом дебютом, который не оставляет равнодушным».

## Список композиций
| №   | Название             | Длительность |
| --- | -------------------- | ------------ |
| 1.  | «Your Genius Hands»  | 2:44         |
| 2.  | «Sick and Tired»     | 3:54         |
| 3.  | «The Laughing World» | 2:04         |
| 4.  | «Fire Maple Song»    | 4:15         |
| 5.  | «Pennsylvania Is...» | 2:25         |
| 6.  | «Nervous and Weird»  | 2:31         |
| 7.  | «Malevolent»         | 2:33         |
| 8.  | «Sparkle»            | 2:39         |
| 9.  | «Trust Fund»         | 1:52         |
| 10. | «Loser Makes Good»   | 2:54         |
| 11. | «Invisible»          | 2:54         |
| 12. | «Evergleam»          | 2:51         |